# Vue sur un nu
Vue sur un nu (Nude - with a View) est un roman policier de l’écrivain australien Carter Brown publié en 1965,. C'est une des nombreuses aventures de Rick Holman, détective privé installé à Beverly Hills et travaillant surtout pour les célébrités hollywoodiennes.
Le roman est publié en France en 1966 dans la Série noire. La traduction, prétendument "de l'américain", est signée Janine Hérisson. 

## Résumé
Clay Rawlins, acteur riche et célèbre mais sur le déclin, demande à Rick Holman de convaincre Angie, fille d'un premier mariage de l'acteur, de regagner la maison paternelle. Elle s'est installée avec un peintre peu équilibré, qui la représente sur ses toiles nue mais blessée, mutilée … Rick échoue à la convaincre, et le jour même Angie est retrouvée dans l'atelier, éventrée comme sur la dernière toile de l'artiste, qui donne son titre au roman. Selon la dernière et jeune épouse de Clay Rawlins, celui-ci avait reçu une lettre de menaces, ce qu'il nie. Rick Holman va donc fouiller pour vérifier si la police ne s'est pas trompée en arrêtant aussitôt l'artiste peintre.

## Personnages
- Rick Holman, enquêteur privé.
- Clay Rawlins, acteur hollywoodien.
- Sonia Dresden, sa première épouse.
- Angie, dix-neuf ans, leur fille.
- Baby, dix-neuf ans, cinquième épouse de Clay Rawlins.
- Harold Loomis, artiste peintre.
- Joey, culturiste, amant de Sonia Dresden.
- Maxie Snell, imprésario de Clay Rawlins.
- Polly Buchanam, relation de Harold Loomis.
- Lisa, relation de Harold Loomis.
- Marvin, relation de Harold Loomis.
- Lieutenant Freed, de la police.
- Harriet Bush, agent immobilier.

## Édition
- Série noire no 1015, 1966.